# NGC 3274
NGC 3274 (другие обозначения — UGC 5721, MCG 5-25-20, ZWG 154.24, WAS 13, IRAS10294+2755, PGC 31122) — спиральная галактика в созвездии Льва. Открыта Уильямом Гершелем в 1785 году.
Галактика низкой поверхностной яркости в инфракрасном диапазоне. Чаще всего такие галактики небольшого размера, однако NGC 3274 достаточно крупная. В галактике довольно заметный радиальный градиент яркости, в ней наблюдается множество более ярких «пятен» голубого цвета, не связанных со звёздами. В распределении тёмной материи в галактике, по всей видимости, наблюдается резкий «касп» и оно описывается профилем Наварро — Френка — Уайта. Кривая вращения галактики доходит до 80 км/с.
Этот объект входит в число перечисленных в оригинальной редакции «Нового общего каталога».